# Klaus Mayr
Klaus Mayr (* 3. Januar 1940 in Pfronten) ist ein ehemaliger deutscher Skirennläufer und Skitrainer im Deutschen Skiverband (DSV). Mayr betreute zwischen 1968 und 1992 mit kurzen Unterbrechungen wechselnd die bundesdeutschen alpinen Skinationalmannschaften der Frauen und der Männer.
In seiner aktiven Zeit als Skirennläufer war Mayr Teil des deutschen B-Kaders. 1968 übernahm er mit 28 Jahren ohne vorherige sportwissenschaftliche Ausbildung das Training der Skinationalmannschaft der Frauen. In dieser Funktion betreute er unter anderem Rosi Mittermaier bei ihren Olympiasiegen 1976 in Innsbruck und erhielt 1978 das Bundesverdienstkreuz am Bande. 1980 wechselte Mayr zur Nationalmannschaft der Männer und konnte in den folgenden Jahren auch in dieser Funktion Erfolge feiern, darunter die Weltmeistertitel Markus Wasmeiers im Riesenslalom 1985 und Frank Wörndls im Slalom 1987. Nach einer kurzen Zeit im DSV-Büro kehrte er Ende der 1980er an die Piste zurück und nahm abwechselnd die Rolle des Frauen-, Männer- und Cheftrainers ein. Nach den Olympischen Winterspielen 1992 in Albertville zog er sich von der Arbeit im Skiverband zurück und betrieb für mehrere Jahre ein Fitnesszentrum in Pfronten. Später übernahm er im Allgäu eine Position als Skilehrer.
Der ursprünglich als Zollbeamter arbeitende Mayr wurde als zurückhaltender und sachlicher Trainer charakterisiert. Er betrachtete sich selbst zwar nicht als autoritär, sah einen Grund für die Erfolge seiner Athleten aber in „harte[m], fast brutale[m] Training“.

## Weblink
- Klaus Mayr im Munzinger-Archiv (Artikelanfang frei abrufbar)